# Valdir Cruz
Valdir Cruz (nascido em 1952) é um fotógrafo brasileiro-americano. Nascido em Guarapuava, no estado do Paraná, Cruz mora nos Estados Unidos desde 1984. Atualmente, ele divide seu tempo entre seus estúdios em Nova York e em São Paulo. Muito de seu trabalho fotográfico focou nas pessoas, na arquitetura e na paisagem brasileiras.
Em 1996, Cruz recebeu a bolsa Guggenheim para Faces of the Rainforest, um projeto que documentou a vida dos povos indígenas na floresta tropical brasileira. A Fundação Guggenheim apoiou ainda mais o projeto com um prêmio de subvenção de publicação em 2000.
Seu trabalho faz parte das coleções do Museu de Arte Moderna (MoMA), da Biblioteca Pública de Nova York e do Museu do Brooklyn, entre outros.

## Carreira
Cruz se interessou por fotografia no final dos anos 1970, por meio do trabalho de George Stone para a National Geographic. Em 1983, começou a estudar fotografia na Escola Germain e recebeu treinamento técnico e estético de George Tice na New School for Social Research, em Manhattan. Colaborou com Tice na produção autorizada de dois portfólios Steichen, Juxtapositions (1986) e Blue Skies (1987), período após o qual dedicou todas as suas energias exclusivamente ao seu próprio trabalho.

## Exposições

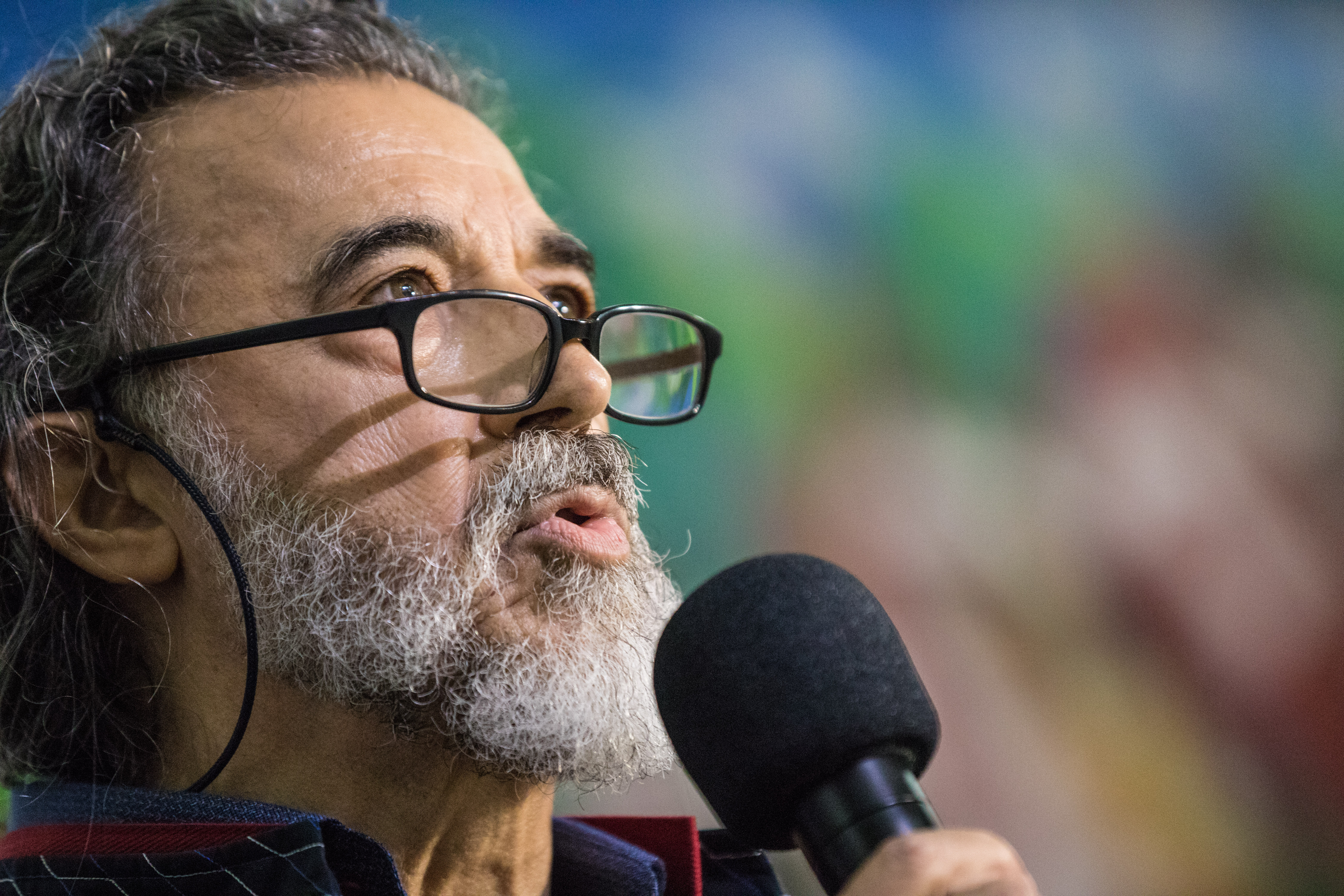
Valdir Cruz durante a inauguração da sua exposição Água-Epifania da Criação, no Palácio dos Bandeirantes

Desde 1982, suas fotografias foram o tema de mais de cinquenta exposições individuais em locais como o National Arts Club, em Nova York; o Houston Center for Photography, em Houston; o FotoFest International, em Houston; o Museu de Arte de São Paulo; a Pinacoteca do Estado de São Paulo; o Museu Nacional de Belas Artes; e o Museu Oscar Niemeyer.

## Coleções
- Museu do Brooklyn, Nova York: 4 impressões (em novembro de 2019)[4]
- Museu de Arte de Cleveland, Cleveland, Ohio[8]
- Museu de Belas Artes, Houston, Texas[9]
- Museu de Arte Moderna (MoMA), Nova York[2]
- Biblioteca Pública de Nova York: 1 impressão (em novembro de 2019)[3]
- Acervo Artístico Cultural dos Palácios do Governo do Estado de São Paulo[10]
- Itaú Cultural[11]
- Museu de Arte Brasileira (MAB)[12]
- Museu de Arte de São Paulo (MASP)[13]

## Críticas e comentários
Sua composição é elegante e imaginativa. Nada escapa ao seu olhar atento que elabora um universo visual a partir de um mapa de procedimentos que revela formas puras e abstrações impertinentes, com luzes estranhas e pulsantes. Sua matriz de grande formato registra uma natureza abundante, quase intocada. Percebe-se que Valdir esperou pacientemente pelo momento em que toda a improvável ordem natural das cenas cotidianas se revoltasse e explodisse na beleza de sua fotografia. Ele descobre certas estruturas visíveis e cria uma conexão entre elas; ele concentra um poder desconcertante na imagem que excita nossos sentidos.—Rubens Fernandes Junior
Promovendo a ecologia por meio da arte, o compêndio de Cruz faz referência a múltiplas inspirações. Audubon, John Muir, Edward Curtis e Walker Evans são alguns. Os ecos das imagens devocionais tradicionais adicionam uma dimensão extra de possibilidade interpretativa. Árvores raras, murchas e retorcidas, continuam alcançando... Temas de singularidade e luta combinam-se com um manejo dinâmico de forma e escala. A paleta contida concentra o impacto, aumentando o soco e a força conforme Cruz imbui seus assuntos mudos com infinita compaixão. Emoção e vida clamam nessas imagens escultóricas, evocativamente antiquadas e rarificadas por serem representadas em preto e branco. Cruz captura monumentalmente a “coisa sem olhos” que olha para nós.—Jeffrey Cyphers Wright
Para quem olha as belas fotos prateadas de Valdir Cruz dos indígenas remotos da floresta amazônica, é difícil se livrar da ideia de que são imagens de fantasmas povoando cidades fantasmas… Para o brasileiro Cruz, cujos primeiros sucessos como retratista se centraram nos famosos - como Henry Kissinger e Spike Lee - foi essa sensação de algo desconhecido para o mundo e rapidamente se esvaindo que o atraiu de sua casa e estúdio na West 14th Street para a floresta tropical. Mas, no processo, o que começou como um simples projeto para fotografar líderes da floresta tropical tornou-se uma notável obsessão artística e agora humanitária para Cruz.—Randy Kennedy
Para o fotógrafo nova-iorquino Valdir Cruz, a lente da camera é um instrumento de divulgação e interpretação, não simplesmente um meio de exposição e registro. Através de uma série cada vez mais complexa de estudos fotográficos, Cruz demonstra o compromisso de um antropólogo cultural e a paciência de um artista. O trabalho de Cruz se distingue por seu pictorialismo observador e não afetado, clareza de visão e o alto desempenho da própria imagem impressa.—Edward Leffingwell

## Publicações
- Catedral Basílica de Nossa Senhora de Luz dos Pinhais (Nova York: Brave Wolf, 1996)
- Faces of the Rainforest (Nova York: Catálogo da Exposição de Belas Artes Throckmorton, 1997)
- Faces of the Rainforest: the Yanomami (New York: powerHouse, 2002)
- Faces da Floresta: Os Yanomami (São Paulo: Cosac & Naify, 2004)
- Carnaval, Salvador, Bahia 1995–2005 (Nova York: Throckmorton Fine Art, 2005)
- O Caminho das Águas (São Paulo: Cosac & Naify, 2007)
- Raízes: Árvores na paisagem do Estado de São Paulo (São Paulo: Imprensa Oficial de São Paulo, 2010)
- Bonito: Confins do Novo Mundo, (Rio de Janeiro: Capivara, 2010)
- Guarapuava (São Paulo: Terra Virgem, 2013)
- Retratos de Afeto (São Paulo: Terra Virgem, 2017)
- Presences (Nova York: Throckmorton Fine Art, 2017)

## Prêmios
- 1996: Guggenheim Fellowship da John Simon Guggenheim Memorial Foundation for Faces of the Rainforest, um projeto que documenta a vida dos povos indígenas na floresta tropical brasileira[17]
- 2000: Prêmio de subvenção de publicação da Fundação Memorial John Simon Guggenheim[1]